# Correlophus
Correlophus es un género de geckos de la familia Diplodactylidae. Sus especies son endémicas de Nueva Caledonia. Este género se consideró sinónimo de Rhacodactylus hasta 2012.

## Especies
Se reconocen las siguientes tres especies:
- Correlophus belepensis Bauer, Whitaker, Sadlier & Jackman, 2012
- Correlophus ciliatus Guichenot, 1866
- Correlophus sarasinorum Roux, 1913